# 24: Redemption
24: Redemption (título de trabalho 24: Exile, no Brasil: 24 Horas: A Redenção) é um telefilme dirigido por Jon Cassar lançado em 2008, faz uma ponte entre a sexta para a sétima temporada da série 24 Horas. Acontece aproximadamente três anos e nove meses depois dos eventos da sexta temporada, na fictícia nação africana de Sangala, onde Jack Bauer se encontra durante um golpe militar em sua busca de um lugar onde pudesse 'ficar em paz'.
A história se passa no dia da posse da nova presidente americana, Allison Taylor, e foi filmado parcialmente na África do Sul. O filme acontece em tempo real, abrangendo duas horas, das 3:00 pm às 5:00 pm, horário de Sangala.
Kiefer Sutherland foi indicado pelo desempenho neste filme na categoria "melhor ator em uma minissérie ou telefilme" no 66º Golden Globe Awards.

## Sinopse
Jack Bauer vive agora em uma escola em Okavango, Sangala, um país africano ficticio, ajudando a seu velho amigo Carl Benton (Robert Carlyle) com trabalho missionário, tentando encontrar paz.
Procurado pelo governo dos Estados Unidos, sendo acusado de práticas de tortura enquanto era um agente da UCT, Jack Bauer precisa deter um impiedoso chefão do crime, General Juma (Tony Todd), de aliciar crianças para sua milícia. Juma está tentando recruta-los como soldados de um movimento insurgente no qual esta planejando e armando ajudado por uma organização secreta dentro dos Estados Unidos.
Mas primeiro Bauer precisa enfrentar seu tumultuado passado e encarar uma decisão difícil que irá mudar sua vida para sempre.

## Elenco
- Kiefer Sutherland .... Jack Bauer
- Cherry Jones .... Allison Taylor
- Robert Carlyle .... Carl Benton
- Powers Boothe .... Noah Daniels
- Siyabulela Ramba .... Willie
- Sivuyeli Ngesi .... Thomas
- Bob Gunton .... Ethan Kanin
- Hakeem Kae-Kazim .... Ike Dubako
- Colm Feore .... Henry Taylor
- Gil Bellows — Frank Tramell
- Tony Todd — General Benjamin Juma
- Kris Lemche .... Chris Whitley
- Isaach De Bankolé — Ule Matobo, Primeiro Ministro de Sangala
- Eric Lively .... Roger Taylor
- Sean Michael — Charles Solenz
- Carly Pope .... Samantha Roth
- Jon Voight — Jonas Hodges
- Peter MacNicol — Tom Lennox
- Mark Kiely — Agente do Serviço Secreto Edward Vossler
- Zolile Nokwe .... Youssou Dubako